# 小行星9772
小行星9772是一颗围绕太阳公转的小行星。1993年6月16日，天文学家蒂莫西·B·斯帕爾在卡特林那发现了此天体。
这颗小行星的绝对星等为64.04126688996207等。